# Оборона Волоколамська (1370)
Оборона Волоколамська — оборона руськими Волоколамська від військ литовського князя Ольгерда 26—29 листопада 1370. Ольгерд спробував взяти місто під час другого походу на Москву. Волоколамськ захищав московитський гарнізон на чолі з князем Василем Івановичем Березуйським. Обложені успішно оборонялися і навіть зробили вилазку, відкинувши литовські війська за рів. Під час вилазки загинув князь Березуйський, проте опір не ослабів, і Ольгерд змушений був зняти облогу.
Затримка Ольгерда під Волоколамськом дала можливість князю Дмитру Донському організувати оборону Москви. Наявність невзятого міста в тилу обмежувало можливості Ольгерда. До того ж Володимир Андрійович Серпуховський та Олег Іванович Рязанський почали збір військ на допомогу обложеної Москві, і в підсумку Ольгерд змушений відступити за межі Московського князівства.

## Дивись
- Оборона Волоколамська (1612)
- Литовщина